# 나폴레옹 2세
나폴레옹 2세(프랑스어: Napoléon II, 1811년 3월 20일 ~ 1832년 7월 22일)은 프랑스 제1제정의 황태자이자 마지막 황제(재위 1815년 6월 22일 ~ 1815년 7월 7일), 로마왕이다. 나폴레옹 1세의 유일한 적자이며, 마리루이즈 도트리슈의 소생이다. 본명은 나폴레오네 프란체스코 주세페 카를로 부오나파르테(Napoleone Francesco Giuseppe Carlo Bonaparte)이다.

## 생애

### 출생과 황태자 책봉
1811년 3월 20일에 파리의 튈르리 궁전에서 태어났다. 당시 나폴레옹 1세에게는 많은 아이들이 있었으나, 모두 애인들에게서 난 서자였고, 정비였던 조제핀 황후와의 사이에서도 아이가 없자, 1810년에 나폴레옹은 그녀와 이혼하고, 오스트리아의 여대공 마리아 루이사와 재혼하여 나폴레옹 샤를을 얻게 된다. 태어나자마자 황태자의 작위인 로마왕에 책봉되고, 나폴레옹은 그의 곁을 거의 한시도 떠나지 않고 지켰다고 한다. 그러나 대외적으로 나폴레옹과 프랑스는 계속된 침략으로 유럽 각국에게 미움을 받아 고립되어 있었다. 그리되어 고립된 프랑스는 전쟁에서 계속 졌고 급기야 1814년 4월 8일, 나폴레옹 1세가 퇴위당하고 엘바섬에 유폐되었다.

### 오스트리아 생활
마리아 루이사는 아버지인 오스트리아의 프란츠 1세에게 나폴레옹을 도와달라 청하였으나, 나폴레옹으로 인해 신성 로마 제국이 멸망되어 원한이 맺힌 프란츠 1세와 메테르니히는 도와주기는커녕 그를 공격하였다. 얼마 뒤, 마리아 루이사와 나폴레옹 샤를은 영국·오스트리아·러시아 등에 의해 오스트리아로 신병이 넘겨졌고, 그들은 빈의 궁전에서 지내게 된다.

### 나폴레옹 2세 즉위
1815년 2월, 나폴레옹 1세가 엘바를 탈출하고 황제에 복위하자, 나폴레옹은 마리아 루이사와 샤를을 데려오길 원했으나, 마리아 루이사는 오스트리아의 장군인 나이페르크 백작과 불륜 관계에 있어 프랑스로 돌아가길 거부하였다. 이로 인해 어린 나폴레옹 샤를은 어머니를 거의 보지 못하게 된다. 4개월 뒤에 나폴레옹 1세가 워털루 전투에서 지고 세인트헬레나섬으로 귀양가자, 6월 22일에 칙명을 내려 로마왕인 나폴레옹 샤를을 나폴레옹 2세로 선포하고 제위를 승계받게 하도록 하였으나 7월 7일에 연합군이 파리를 점령하고 부르봉 왕가의 루이 18세를 왕으로 추대하여 불과 15일의 재위기간은 나폴레옹 2세가 제대로 프랑스에서 황위에 앉아보지도 못한 채 허무하게 끝나버리고 말았다.

### 2차 오스트리아 생활
1818년 외조부 프란츠 2세는 나폴레옹 2세에게 라이히슈타트(Reichstaht) 공작의 작위를 내리고, 그의 이름 중 나폴레옹을 빼고 대신 '프란츠'(Franz)를 집어넣었다. 1821년 5월 5일, 나폴레옹 1세가 51세의 나이로 사망하자, 나폴레옹 2세는 그의 죽음을 매우 슬퍼하였다. 나폴레옹 2세는 점점 자랄수록 아버지를 닮아, 명석하였고 잘생긴 외모를 지녔다고 한다. 매우 영리한 그는 프란츠 2세의 총애를 받았다. 그러나 메테르니히는 그에게 프랑스어를 쓰지 못하게 하고 독일어만 쓰게 강조하여 감수성이 예민한 그에게 우울증이란 지병을 만들었다. 하지만 나폴레옹 2세는 끊임없이 조국인 프랑스와 아버지를 탐구하였다.
1828년, 나폴레옹 2세는 티롤 연대의 대위로 군대에 입대하였다. 그러나 그는 아버지와 같이 천재적 군사 전략가는 아니었다. 1830년에 7월 혁명으로 프랑스가 샤를 10세를 폐위시키자, 후임자로 과거의 영광을 이끈 나폴레옹 황제의 아들인 로마왕 나폴레옹 2세를 모시자는 의견이 있었으나 나폴레옹 2세를 오스트리아의 대공으로 생각하는 이들이 많아 성사되지 못했다.
1832년 7월 22일, 나폴레옹 2세는 오한과 고질적인 폐렴에 시달리다가 어머니 마리아 루이사가 지켜보지 못한 채, 21세의 젊은 나이로 생을 마감하였다.

### 사후
비록 죽어서이지만 이들 부자의 상봉은 훗날 2차대전때 파리를 점령한 아돌프 히틀러에 의해 이루어졌다. 젊은 시절부터 나폴레옹에 대해 깊은 애정과 관심을 가지고 있었던 히틀러는 합스부르크 왕가의 전용 묘지에 있던 나폴레옹 2세의 유해를 파리로 가져와 나폴레옹 1세의 무덤 옆에 이장해 주었다.
그는 생전에 프란츠 카를 폰 외스터라이히 대공의 아내였던, 조피 프레데리케 폰 바이에른 왕녀와 친하였다고 한다. 일설에는 그와 조피 대공비가 자주 만났을 때, 조피 대공비가 임신을 하여서, 훗날 멕시코 황제가 되는 막시밀리아노 1세가 그와 조피 대공비의 아들이었다는 소문도 있으나, 밝혀진 바가 없다.